# Final Destination 5
Final Destination 5 (Br: Premonição 5; Pt: O Último Destino 5) é um filme norte-americano de 2011, do gênero terror sobrenatural, dirigido por Steven Quale. É a quinta sequência da série de filmes Final Destination. O roteiro foi escrito por Eric Heisserer e os papéis principais são interpretados por Nicholas D'Agosto, Emma Bell, Miles Fisher, Arlen Escarpeta, David Koechner e Tony Todd. O enredo gira em torno de um jovem que tem a premonição do desmoronamento de uma ponte suspensa, consegue salvar a si mesmo e outras pessoas do desastre, mas posteriormente a própria Morte começa a perseguir os sobreviventes, que precisam descobrir uma forma de enganá-la.
O longa-metragem anterior, embora originalmente anunciado como o último da franquia, teve um ótimo retorno financeiro e isso levou à produção deste quinto filme, cujo desenvolvimento iniciou-se em 2010. Foi filmado em Vancouver, assim como as três primeiras sequências. Estreou em formato 3D nos cinemas dos Estados Unidos em 12 de agosto de 2011. Em 27 de dezembro do mesmo ano, foi lançado em DVD, o qual apresenta cenas excluídas, documentários e um vídeo musical de paródia gravado pelo elenco.
É o primeiro filme da série recebido de forma predominantemente positiva pela crítica especializada, uma vez que os quatro antecessores receberam críticas mistas. Foi elogiado por seu enredo, uso do CGI, cenas de mortes e atmosfera, com várias publicações o considerando bastante superior à quarta sequência. A cena da destruição da ponte chegou a ser considerada "extrema a ponto de ser épica". Também foi um sucesso financeiro e se tornou o segundo filme mais lucrativo da franquia.

## Enredo
Sam Lawton e seus colegas estão a caminho de um retiro da empresa. Enquanto o ônibus atravessa uma ponte suspensa, Sam tem uma premonição de que a construção entrará em colapso e todos morrerão, exceto sua ex-namorada Molly Harper, a quem ele ajuda a atravessar a ponte com segurança. Em pânico, ele convence várias pessoas a deixar a ponte antes do desmoronamento, entre elas Molly, seus amigos Nathan Sears e Peter Friedkin, seu chefe Dennis Lapman e seus colegas Candice Hoooper, Olivia Castle e Isaac Palmer. O agente do FBI, Jim Block, não acredita que Sam seja responsável pelo incidente, mas assegura que ficará atento a ele. Durante o memorial em homenagem às vítimas, o legista William Bludworth diz aos sobreviventes que "a morte não gosta de ser enganada" e os adverte para ter cuidado. No entanto, eles ignoram o aviso e vão embora.
Mais tarde, Candice está treinando ginástica artística enquanto Peter, seu namorado, a observa. Uma reação em cadeia faz com que ela morra ao saltar de uma barra assimétrica, caindo e quebrando a espinha e vários outros ossos. Peter entra em desespero. No dia seguinte, Isaac vai a um  spa chinês fazer uma sessão de acupuntura, mas é morto quando uma escultura do Buda cai em sua cabeça. Bludworth diz aos sobreviventes que, para enganar a Morte, deve-se matar alguém que não estava destinado a morrer na ponte e, assim, ficar com o tempo de vida restante dessa pessoa. No mesmo dia, Olivia vai a uma clínica oftalmológica fazer uma cirurgia refrativa para tratar de sua miopia. Quando o médico se afasta, o laser tem um mau funcionamento, queimando os olhos e as mãos de Olivia. Sam e Molly chegam para salvá-la, mas ela tropeça, cai pela janela em cima de um carro e morre. Algum tempo depois, Sam descobre que os sobreviventes estão morrendo na ordem em que morreriam na ponte e conclui que Nathan será o próximo.
Na fábrica, Nathan acidentalmente mata Roy Carson, seu colega de trabalho, durante a uma discussão, ao empurrá-lo na direção de um gancho para elevação de cargas, que o empala pelo queixo. Nathan informa isso aos demais sobreviventes e estes deduzem que ele tomou a vida restante de Roy ao matá-lo e, portanto, deve estar seguro agora. Quando Dennis chega para questionar sobre o incidente, uma chave inglesa é bruscamente lançada por uma lixadeira e atinge violentamente a cabeça dele, matando-o.
Naquela noite, Sam e Molly encontram-se reservadamente em um restaurante. Peter, que tornou-se instável após a morte de Candice, aparece e revela que matará Molly para ficar com a vida dela. Depois que ele saca uma arma, Sam e Molly correm para a cozinha. Do lado de fora, o agente Block ouve os tiros e, ao entrar no restaurante, é morto por Peter. Acreditando que está a salvo da morte, Peter decide matar Molly e Sam para se livrar de quaisquer testemunhas. Os dois homens lutam e Peter deixa Sam inconsciente. Quando Peter está prestes a esfaquear Molly, Sam desperta e o mata, apunhalando-o pelas costas com um grande espeto. Sam acredita que tomou a vida de Block, teoricamente passada para Peter.
Duas semanas depois, Sam e Molly embarcam em um avião para Paris. Enquanto tomam seus assentos, ocorre uma briga entre dois passageiros, Alex Browning e Carter Horton, revelando que aquele é o Voo 180 e que todos os eventos anteriores ocorreram em abril de 2000. Na decolagem, Sam fica sabendo que Alex teve uma visão do desastre aéreo, mas é tarde demais e ele e Molly morrem quando o avião explode. Em um bar próximo ao aeroporto, Nathan descobre que Roy tinha um aneurisma cerebral que teria estourado a qualquer momento. Assim que Nathan percebe que ele ainda pode estar em perigo, o trem de pouso do Voo 180 rompe o telhado e o esmaga.

## Elenco
Na ordem dos créditos finais:
- Emma Bell - Molly Harper
- Nicholas D'Agosto - Sam Lawton
- Jacqueline MacInnes Wood - Olivia Castle
- Miles Fisher - Peter Friedkin
- Tony Todd - William Bludworth
- Ellen Wroe - Candice Hooper
- P.J. Byrne - Isaac Palmer
- Courtney B. Vance - Jim Block
- Arlen Escarpeta - Nathan Sears
- David Koechner - Dennis Lapman
- Brent Stait - Roy Carson
- Roman Podhora - John
- Jasmin Dring - Cho
- Barclay Hope - Dr. Leonetti
- Chasty Ballesteros - Recepcionista do spa

## Produção

### Desenvolvimento e roteiro

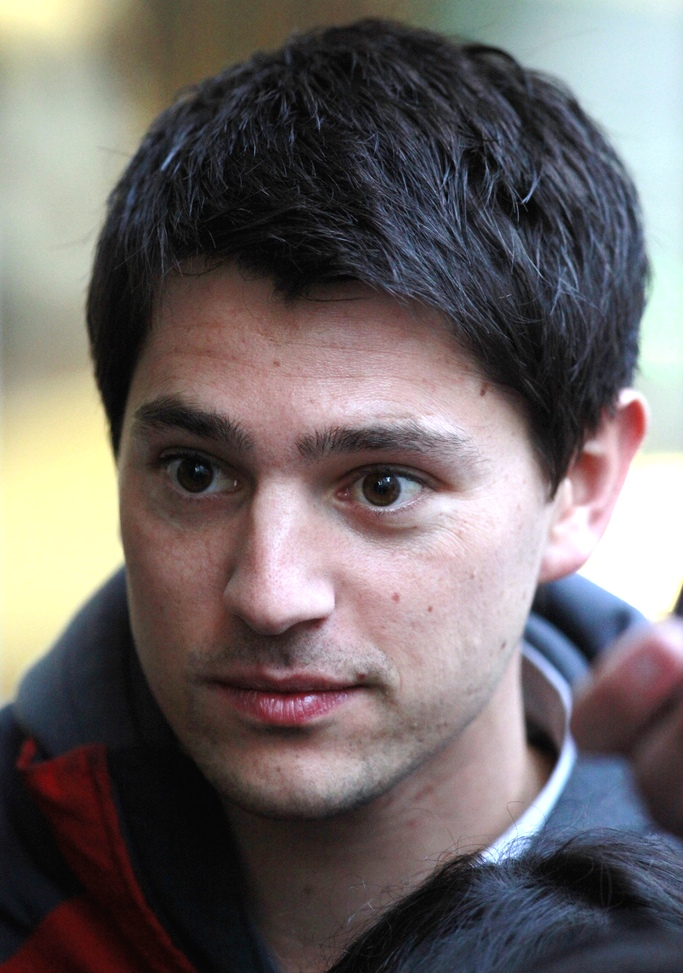
D'Agosto durante as filmagens do longa-metragem em Vancouver, em agosto de 2010.

Alan Horn, chefe da Warner Bros., confirmou em março de 2010, durante um convenção cinematográfica, que Final Destination 5 estava em produção. Algum tempo depois, o produtor Craig Perry informou que o longa-metragem seria filmado em 3D. Em abril de 2010, Eric Heisserer foi anunciado como roteirista. O estúdio escolheu inicialmente 26 de agosto de 2011 como a data de lançamento, mas depois mudou para 12 de agosto de 2011. Em junho de 2010, a New Line Cinema anunciou que Steven Quale seria o diretor. Antigo colaborador de James Cameron, Quale havia trabalhado como diretor de segunda unidade em Titanic e Avatar.
De acordo com Heisserer, Final Destination 5 sempre foi definido como uma pré-sequência do primeiro filme, ideia essa que veio do produtor da franquia, Craig Perry. O roteirista afirmou que um dos principais problemas que encontrou ao escrever o filme foi apresentar boas sequências de morte, pois acreditava que conseguir isso no mundo de Final Destination é "ridiculamente difícil". A inspiração para a sequência da morte de Olivia, envolvendo uma cirurgia ocular com a técnica LASIK, surgiu depois que a esposa dele passou pelo mesmo tipo de procedimento cirúrgico.

### Seleção do elenco
Diferente do primeiro filme da série, cujo enredo centra-se em adolescentes, a produção optou por um novo direcionamento em Final Destination 5, ao assumir que os fãs do longa-metragem original, lançado mais de dez antes, gostariam de ver algumas pessoas da faixa etária deles serem perseguidas pela morte. Assim, foi escalado um elenco diversificado em termos de idade, o que foi favorecido pelo fato de o roteiro apresentar todos os personagens principais trabalhando no mesmo escritório, com toda a dinâmica adicionada pela política desse ambiente profissional.
Em agosto de 2010, o ator e músico Miles Fisher foi o primeiro a ser escalado para o elenco, no papel de Peter Friedkin. Fisher já havia aparecido em diversos curtas-metragens e teve um pequeno papel na comédia Superhero Movie (2008). Ele afirmou durante uma entrevista: "Fiz um pouco de televisão e um pouco de cinema, mas 3D é quase como um esporte totalmente diferente." Três dias depois da escalação de Fisher, Arlen Escarpeta entrou para o elenco, no papel de Nathan. O ator comentou: "Acho que farão algo realmente muito bom desta vez, voltarão com a história, o enredo, muita coisa que vai realmente importar, acho que o último filme foi apenas [sobre] morte. Era só morte, morte, morte, o que é legal porque é o que as pessoas querem ver. Mas, desta vez, vamos dar a elas um pouco de tudo — boa história, boa direção — tem tudo para ser bom." Ele aparecera nos filmes American Gun (2006 e Sexta-Feira 13 (2009).
No final de agosto de 2010, Nicholas D'Agosto e Ellen Wroe foram escalados. A respeito de interpretar o protagonista Sam Lawton, D'Agosto comentou: "[Ele tem suas] próprias ambições [de se] tornar um chef, de viajar, há uma grande oportunidade na  frente [dele]. E essa tragédia [o une com a namorada, fazendo-o] reavaliar o quanto ela significa para [ele]. [...] Mas o que é excitante do meu ponto de vista é que eu sou o personagem que tem que descobrir a origem desta premonição, o que significa, qual é o processo de cada uma dessas mortes?." Pouco depois, Tony Todd, que interpretou William Bludworth nos dois primeiros filmes, juntou-se ao elenco. Ele concedeu uma entrevista ao site Dread Central, na qual comentou sobre seu retorno e confirmou planos para novos filmes da franquia, a depender do desempenho comercial do quinto: "Muito bom, mesmo! Eles aumentaram minha participação e o produtor me disse que se o quinto filme estrear em primeiro lugar nas bilheterias, o que é provável, nós iremos filmar os dois próximos capítulos ao mesmo tempo."
Em 30 de agosto de 2010, foi anunciado que David Koechner e P. J. Byrne entraram para o elenco. Koechner, conhecido por papéis cômicos em filmes como Anchorman e Extract, bem como por um papel regular na série The Office, comentou que tentou não trazer muito de seu passado na comédia para Final Destination 5. "Você não pode mexer com o enredo, então se você for adicionar um pouco de leveza a uma cena séria, que seja apenas quando for apropriado", disse o ator. Byrne, por sua vez, assim descreveu seu papel: "Isaac é o cara do escritório que você não suporta. Todo mundo tem aquela pessoa no escritório que você odeia e eu sou aquele cara nesse filme. Ele pensa em garotas [...] e em conseguir garotas para si mesmo. Esse é o tipo de mantra de vida do Isaac."
Em 2 de setembro, Emma Bell foi escalada para interpretar a protagonista feminina, Molly Harper. Assim Bell descreveu sua personagem: "[Ela mora] em uma cidade pequena e acho que é uma garota bem feminina. Trabalha nesta fábrica de papel e está desesperadamente apaixonada pelo personagem de Nicholas D'Agosto, mas eles têm ideias diferentes sobre o que querem fazer na vida. Ela nunca quer ficar no caminho dele. [...] No início do filme, ela está meio que lutando contra isso, mas então a série de eventos aterrorizantes que lhes acontecem [os faz] reavaliar a vida, seu relacionamento e o quanto realmente significam um para o outro." Em meados de setembro, Jacqueline MacInnes Wood e Courtney B. Vance juntaram-se ao elenco principal.

### Filmagens e efeitos

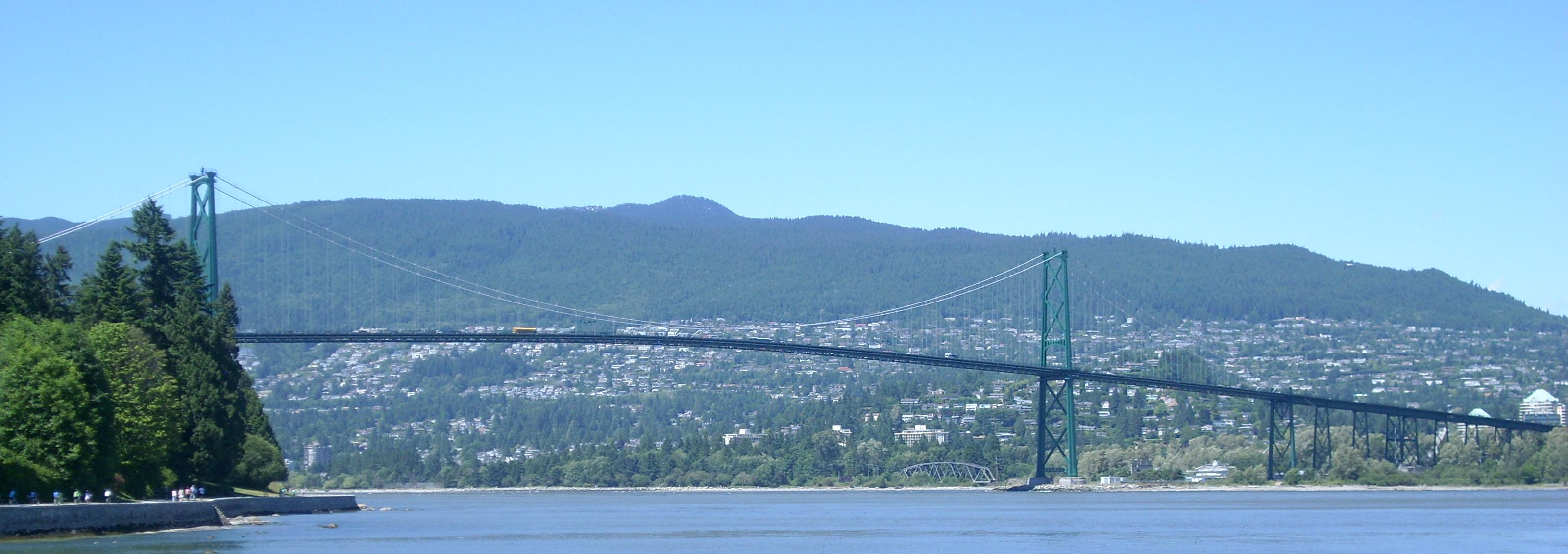
A cena de abertura com o desmoronamento da fictícia Ponte North Bay, em Nova Iorque, foi filmada na Ponte Lions Gate, em Vancouver, Colúmbia Britânica (Canadá) e duas representações em escala da ponte.

O filme teve parte de suas locações na cidade de Vancouver, onde os três primeiros filmes da série também foram parcialmente filmados. As filmagens foram realizadas entre 13 de setembro e 14 de dezembro de 2010. Os produtores ressaltaram que Final Destination 5 seria mais sombrio e investiria mais no suspense, ao estilo do primeiro filme. Em entrevista à revista Shave, Nicholas D'Agosto informou que as câmeras usadas na produção do filme foram as de tecnologia 3D híbrida, a mais recente na época. Nesse tipo de tecnologia, uma única câmera é suficiente para criar o efeito de terceira dimensão, sem necessidade de acoplar duas câmeras, como era padronizado até então. De acordo com o ator, naquela ocasião havia em torno de apenas dez câmeras desse tipo em todo o mundo e as outras pessoas que tinham acesso a esses equipamentos eram diretores do calibre de Martin Scorcese. Chelan Simmons, estrela de Final Destination 3, revelou que a cena de abertura seria filmada na Ponte Lions Gate, em Vancouver.
A cena do desmoronamento da ponte suspensa foi uma combinação complexa de efeitos especiais em CGI, cenários práticos, tomadas compostas e tela verde. Três cenários foram independentemente construídos para filmar o momento. Uma réplica gigante de parte da estrutura da construção, posicionada em frente a uma tela verde, foi montada sobre um giroscópio motorizado. As câmeras eram controladas através de enormes guindastes capazes de realizar movimentos com grande precisão, registrando imagens dos atores em até 360 graus. Carros reais com os motores removidos foram usados nas filmagens; todos os veículos estavam suspensos por cabos, mas ainda contavam com muitos adereços pesados e reais.
Segundo D'Agosto, uma determinada sequência da ponte levou de quinze a vinte dias para ser finalizada. O ator comentou ter realizado uma acrobacia que nunca fez antes no momento em que seu personagem pula e se agarra a uma grade. "Acho que pulei de uns quatro ou seis metros ou algo assim. Mesmo que você esteja [suspenso] em um cabo, ainda é uma verdadeira emoção", afirmou ele. Em 2015, ao analisar diferentes sequências cinematográficas de desastres em pontes suspensas, o engenheiro estrutural nova-iorquino Alex Weinberg apontou a cena de Final Destination 5 como a mais precisa de todas no que concerne aos princípios da física, ressaltando que "este é um raro cenário de colapso ficcional para o qual temos uma comparação do mundo real, o colapso da Ponte de Tacoma Narrows em 1940".

## Música

### Trilha sonora
A trilha sonora com a partitura do longa-metragem foi disponibilizada fisicamente em 16 de agosto de 2011, quatro dias depois do lançamento da película. A trilha contém 19 faixas compostas por Brian Tyler, compositor musical de The Final Destination. Foi também o segundo álbum de trilha sonora a ser lançado para um filme da série. Miles Fisher também divulgou um videoclipe para seu single "New Romance", o qual apresenta os atores principais de Final Destination 5 em uma paródia de Saved by the Bell, na qual a maioria dos personagens que interpretam morrem em acidentes bizarros, conforme os padrões da franquia.
Várias canções comerciais foram usadas no longa-metragem, mas não foram incluídas no álbum com a trilha sonora, entre elas: "I Will Buy You a New Life", de Everclear; "Successful Leader", de Jeff Tymoschuk; "Ballroom", de Terry Poison; "Dust in the Wind", do Kansas; "Walk Like Water", de Cliff P. deMarks Jr.; "Me, Myself & I", do Excellence; "The Orbiting Suns", de Jens Gad; "If You Want Blood (You've Got It)", do AC/DC; e "Give Me More", do Empyr.

## Lançamento

### Divulgação
O cartaz original de divulgação do filme foi banido no Reino Unido pela Advertising Standards Authority (ASA), uma organização reguladora de anúncios publicitários. O pôster, usado em ônibus e no Metrô de Londres, mostrava uma caveira sendo despedaçada por vergalhões que perfuravam suas órbitas oculares e boca. A organização determinou o banimento com a justificativa de que "[o anúncio] provavelmente causaria medo e sofrimento indevido às crianças", de modo que ele não deveria ser exibido novamente na forma original.
A Warner Bros. contestou, afirmando que o cartaz "refletia com precisão o conteúdo do filme de maneira apropriada, sem causar medo ou sofrimento excessivos". A empresa acrescentou que as cores cinza escuro e preto "provavelmente não atrairiam a atenção de crianças pequenas" e que a imagem "surreal" não mostrava pessoas ou sangue nem exibia qualquer tipo de violência da vida real. A ASA, que recebera 13 queixas, das quais três declaravam que crianças (com idades entre um e três anos) ficaram perturbadas, declarou: "Consideramos que a imagem provavelmente chamaria a atenção das crianças, especialmente porque foi mostrada em um cartaz do Metrô, o qual se tratava de um meio não direcionado. Como crianças muito pequenas podem ver essa anúncio que retrata violência, é provável que ele cause medo e sofrimento indevido [a elas]."

### Bilheteria
Final Destination 5  ficou em terceiro lugar nas bilheterias de fim de semana, com uma arrecadação de 18,4 milhões de dólares, atrás de Rise of the Planet of the Apes (27,5 milhões), o qual ocupou o primeiro lugar por duas semanas, e de The Help (25,5 milhões). Foi também a terceira maior estreia da série Final Destination até à data, atrás do The Final Destination, de 2009 (27,4 milhões) e de Final Destination 3, de 2006 (19,1 milhões). Final Destination 5 arrecadou 42 587 643 dólares no mercado interno e 115 300 000 dólares internacionalmente, totalizando 157 887 643 dólares em todo o mundo, tornando-se, assim, o segundo filme mais lucrativo da franquia.

### Mídia doméstica
Final Destination 5 foi lançado em DVD e Blu-ray em 27 de dezembro de 2011. O Blu-ray foi disponibilizado em duas versões: a edição simples contendo apenas o filme e a edição Blu-ray/DVD/UltraViolet. Uma edição em Blu-ray 3D foi lançado exclusivamente através da Best Buy. O filme foi lançado no Reino Unido em 26 de dezembro de 2011; no entanto, apenas o disco Blu-ray de edição especial continha o corte 3D do filme. Uma cópia da edição UltraViolet foi disponibilizada em todos os formatos.
Antes de o filme estrear nos cinemas, Miles Fisher lançou um videoclipe. Estrelado pelo elenco principal de Final Destination 5 e apresentando "New Romance", canção original de Fisher, o vídeo parodiou Saved by the Bell, uma sitcom da década de 1990, e incluiu várias dicas sobre o enredo do filme. Fisher, que é fã do programa, e Dave Green, diretor de videoclipes, assistiram a todos os episódios, bem como a atrações contemporâneas como Boy Meets World e Clarissa Explains It All. "Nós pensamos: 'Nossa, não seria divertido e subversivo ter mortes ao estilo de Final Destination neste mundo seguro [das sitcoms]?'", disse Fisher, que interpreta um personagem que remete a Zack Morris, protagonista de Saved by the Bell. Ele brincou: "Eu basicamente sempre estive procurando uma maneira de dançar com Kelly Kapowski [outra personagem importante do seriado] toda a minha vida".

## Recepção

### Crítica
No agregador de revisões cinematográficas Rotten Tomatoes, o filme foi avaliado positivamente por 62% dos críticos, com base em 132 críticas, o que equivale a uma classificação média de 5,8/10. O consenso do site afirma: "Ainda é [voltado] apenas para o fã sedento por sangue, mas Final Destination 5 representa um surpreendente retorno à forma da franquia." O Metacritic, que atribui uma média ponderada, mostra que o filme recebeu uma pontuação de 50 em 100, com base em 24 críticas, o que indica "críticas mistas ou medianas". o público avaliou o filme com um desempenho bom de 5,7/10. É o filme da franquia a atingir a média de aprovação mais alta em ambos os sites. O público que contribui com a empresa de pesquisa de mercado CinemaScore atribuiu ao filme uma nota média "B+" em uma escala que vai de A+ a F.
Richard Roeper declarou em sua resenha: "Desde os créditos de abertura até a morte final, este filme exibe um ótimo uso do 3D." Todd Gilchrist, da Boxoffice Magazine, declarou em sua crítica que a película foi "o melhor filme de terror em 3D já feito." Ele descreveu Final Destination 5 como "um thriller limpo e brilhante em 3D nativo (sem pós-conversão) que maximiza a tecnologia sem prejudicar a credulidade do público ou as constituições dele." O crítico acrescentou: "Chamar qualquer coisa de 'o melhor filme de terror em 3D' soa como considerá-la o maior anão do mundo, mas Quale usa o 3D quase de uma forma chocante." Em revisão ao Toronto.com, Linda Bernard afirmou ser "um caso em que vale a pena pagar alguns dólares a mais para ver um filme em 3D".
Os efeitos visuais foram elogiados pelo CGI melhorado em relação ao que foi visto na sequência anterior. Betty Jo Tucker, escrevendo para o ReelTalk Movie Reviews, comentou que o longa-metragem apresenta "alguns dos melhores efeitos visuais de todos os tempos, especialmente a sequência de desmoronamento da ponte no início do filme." Em sua crítica a Final Destination 5, Roger Ebert afirmou que "...os efeitos especiais fazem um excelente trabalho de decapitação, incineração, vivissecção, esmagamento e assim por diante." "Final Destination 5 contém alguns dos mais divertidos efeitos já vistos, uma vez que aumentam as emoções e o derramamento de sangue, sem torná-los depreciativos," comentou Lisa Giles, do Uk.real.com.

Aclamada pela crítica, a cena do acidente de abertura foi também reconhecida como uma das mais precisas sequências cinematográficas de um desmoronamento de ponte suspensa no que concerne aos princípios da física, sendo comparada ao colapso real da Ponte de Tacoma Narrows, ocorrido em 1940.

As cenas de morte foram elogiadas pelo suspense, criatividade e choque. A Boxoffice Magazine enalteceu esses momentos, comentando que "os telespectadores se conectam tanto com a dor oriunda da lesão cotidiana quanto com a gratificação sangrenta de uma peça bem construída e quase sobre-humana." Na opinião do NJ.com: "Admitamos, há uma certa inventividade no modo como o diretor Steven Quale encena a violência." O San Francisco Chronicle afirmou que os personagens são "mortos de formas terríveis e espetaculares". A sequência da ginástica foi elogiada como "cheia de ansiedade", "um belo exemplo de suspense cômico bem-sucedido", "suspense Hitchcockiano que faz pular da cadeira" e "inventivamente grotesca" O Film.com ressaltou em sua resenha: "As mortes subsequentes são imprevisíveis, mas todas mostram alguma faísca de criatividade. Quale as define como um cruzamento entre uma piada e um truque de mágica, estabelecendo cuidadosamente detalhes cruciais.
O colapso da ponte na cena de abertura recebeu considerável aclamação da crítica, sendo apontado como em pé de igualdade com a sequência do engavetamento de Final Destination 2. Foi enaltecido como "uma das melhores sequências dentre todos os filmes do ano" pela Boxoffice Magazine. O Uk.real.com destaca que o momento é "lindamente dirigido e coreografado". Em sua crítica publicada no Film.com, Eric D. Snider afirmou: "A cena de premonição da abertura é extremamente eficaz." O New York Post considerou o colapso da ponte "espetacular". e o Daily News o considerou "aterrorizante". Ao comentar a sequência, o USA Today afirmou: "O efeito é fantástico e lembra a destruição da ponte de Missão Impossível 3." Betsy Sharkey, crítica de cinema do Los Angeles Times, apesar de ter analisado negativamente a película, afirmou: "Tenho que admitir, o ônibus, e a ponte a ser atravessada, contribuem para uma incrível e impactante sequência de abertura," ao passo que acrescentou: "O grande desmoronamento é uma apresentação cativante." Em uma revisão para o MSN.com, Kat Murphy afirmou "o quinto capítulo começa com uma catástrofe excitante", e então comenta que o colapso da fonte é "habilmente orquestrado" e "esta sequência é realmente engrandecida pelo 3D: buracos na ponte em desintegração parecem puxar o olhar para baixo — vertiginosamente — para o rio abaixo e os ângulos irregulares em trilhos suspensos e detritos deslizantes confundem nossa noção do que está acontecendo, do que está embaixo." Kirk Honeycutt, do The Hollywood Reporter, comentou: "A seqüência de abertura deste filme é inegavelmente espetacular." Aaron Hillis, da The Village Voice afirmou que o colapso da ponte é "de tirar o fôlego". O jornal The Advocate comentou que "o diretor Steve Quale e o roteirista Heisserer encenam o colapso da ponte em detalhes rápidos, mas precisos." Por sua vez, o The Austin Chronicle destacou que a sequência da ponte é "espetacularmente arrepiante".